# 云南省京剧院
云南省京剧院，是一个位于云南昆明的京剧院、国家重点京剧院团。

## 沿革
1960年6月，由云南省京剧团、云南大戏院京剧团、昆明劳动人民京剧团合并建立，初任院长刘奎官，之后关肃霜也曾任过院长。京剧院改编的剧目有《通天犀》、《谢瑶环》、《火烧松明楼》、《白蛇传》、《多沙阿波》、《李定国》、《孔雀胆》、《黛诺》等。其中关肃霜主演的《铁弓缘》，由北京电影制片厂拍成电影，获1979年第三届电影百花奖最佳戏曲片奖。

## 演员
云南省京剧院著名演员有刘奎官、裘世戎、徐敏初、梁次珊、金素秋、关肃霜、莫耀宗、祁来发、张树勇、周长生、高一帆、贾连城、夏韵秋、刘美娟、程静华、刘万选、杨丽春、李春仁、张占元、李松涛、赵文艳、关肃娟、潘铁梁、侯艳芳、梁建国、韩福香、杨勇斌、苏保金等。